# یوان گوفران
یوان گوفران (فرانسوی: Yoan Gouffran‎؛ زاده ۲۵ مهٔ ۱۹۸۶) بازیکن فوتبال اهل فرانسه است.